# Insalata di Lusia
L'insalata di Lusia è un prodotto ortofrutticolo italiano tipico della zona di Rovigo, in particolare di Lusia, che le conferisce anche il nome; si tratta dell'unica lattuga garantita dall'Europa con il marchio IGP (Indicazione geografica protetta), ottenuto nel 2009.

## Varianti
L'insalata di Lusia appartiene alla famiglia Asteracee Lactuca Sativa nelle due varietà Capitata o Cappuccia e Crispa o Gentile.
L'insalata Cappuccia si presenta a foglia compatta e ondulata di colore verde medio brillante; l'insalata Gentile ha invece foglia bollosa con margine frastagliato di colore verde chiaro. Il colore del prodotto è soggetto all'andamento climatico.

## Area geografica di produzione
La zona di produzione dell'insalata di Lusia si estende tra le province venete di Rovigo (Lusia, Badia Polesine, Lendinara, Costa di Rovigo, Rovigo, Fratta Polesine, Villanova del Ghebbo) e Padova (Barbona, Vescovana e Sant'Urbano).
Il terreno è particolarmente indicato per la coltivazione degli ortaggi in quanto ricco di humus e sabbia (depositati nel corso degli anni dalle alluvioni del vicino fiume Adige) e caratterizzato da una buona permeabilità che favorisce lo scolo della pioggia in eccesso. 
La falda superficiale di Lusia viene mantenuta costante a un metro di profondità e ciò permette disponibilità d'acqua durante tutto l'anno. 
Date le caratteristiche del terreno e la costante possibilità di impiego d'acqua è possibile coltivare l'insalata di Lusia per 10-11 mesi l'anno.

## Storia
Le prime coltivazioni di insalata  a Lusia risalgono al 1836. La particolare tipologia del terreno (molto leggero e con una forte componente sabbiosa) non permetteva la coltivazione delle tradizionali colture del Polesine (grano e mais), favorendo così lo sviluppo dell'orticoltura, in modo particolare la produzione dell'insalata.
Inizialmente quest'attività era limitata localmente e a un consumo familiare; nel secondo dopoguerra, con la diffusione dei primi mezzi di trasporto pesante, si è cominciato a commercializzare il prodotto in alcune città dell'Italia settentrionale.
La prima documentazione statistica risale agli anni cinquanta in coincidenza con la fondazione della Centrale Ortofrutticola di Lusia.

## Consorzio di Tutela

Logo Insalata di Lusia IGP

Il Consorzio di Tutela opera in rappresentanza di 26 produttori e confezionatori della zona allo scopo di tutelare la denominazione, valorizzare la produzione e informare il consumatore.
Il produttore che aderisce al Consorzio di Tutela dell'Insalata di Lusia IGP è tenuto a rispettare scrupolosamente il disciplinare IGP di produzione, sottoponendosi ai controlli degli organi di vigilanza.
Le insalate IGP sono commercializzate in confezioni contenenti una sola varietà; il foglio trasparente che copre l'imballaggio riporta il logo Insalata di Lusia IGP.

## Cucina
L'insalata di Lusia ha proprietà rinfrescanti e depurative, contiene vitamina A e C, calcio, ferro, acido folico ed è ricca di fibre. 
I sali minerali presenti nel terreno conferiscono al prodotto una sapidità tale da poterla consumare senza aggiunta di sale.